# XVIII Korpus Armijny (Cesarstwo Niemieckie)

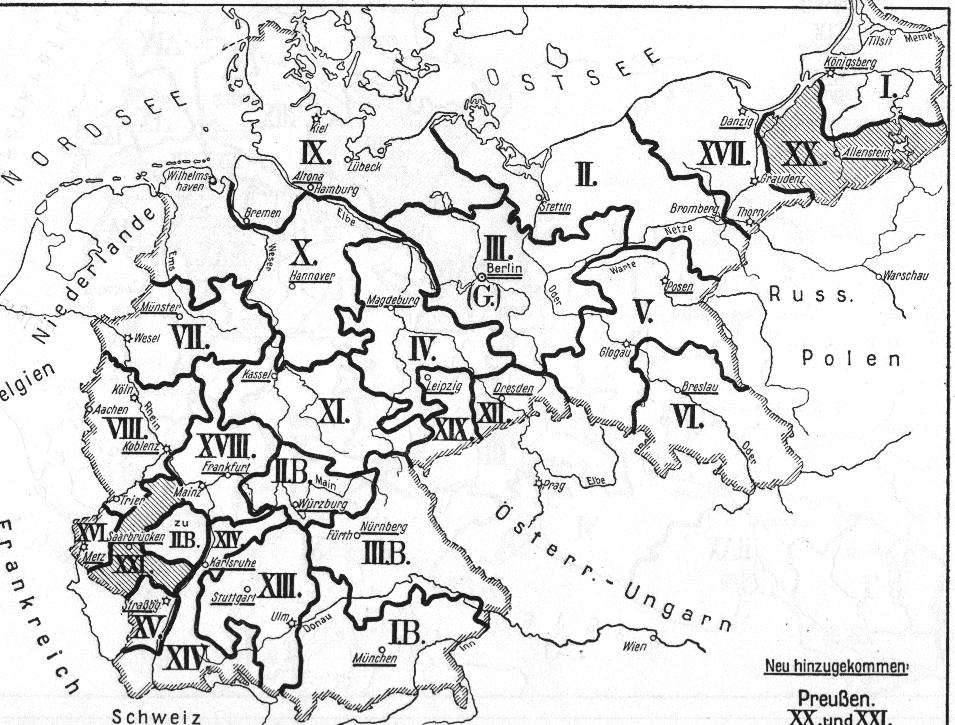
Zasięg korpusów w 1914

XVIII Korpus Armijny  (niem. XVIII. Armee-Korps)  – wyższy związek taktyczny Armii Cesarstwa Niemieckiego. 

## Charakterystyka
29 czerwca 1912 armię niemiecką zorganizowano w 25 korpusów prowadzących rekrutację na terenach 22 terytorialnych okręgów korpuśnych. Każdy korpus tworzyły dwie dywizje piechoty, zwykle o kolejnych numerach. Korpusy zgrupowane były w osiem inspekcji armii.
W sierpniu 1914 rozwinięto w Niemczech do etatów wojennych związki operacyjne (armie). W skład 4 Armii wszedł między innymi XVIII Korpus Armijny.
Korpus na stopie wojennej początkowo składał się ze sztabu korpusu, oddziałów korpuśnych i dwóch dywizji piechoty. Jednak wojna pozycyjna wymusiła bardziej płynną organizację korpusów, która umożliwiałaby przerzucanie nawet do sześciu dywizji na odcinki korpusów znajdujących się na głównym wysiłku obrony. Reformę tę sformalizowano w grudniu 1916, a Korpus od tej pory traktowano jako tymczasowe zgrupowanie poszczególnych dywizji.

## Struktura organizacyjna
Skład od 2 VIII 1914 do 20 IX 1915:
- dowództwo korpusu
- 21 Dywizja Piechoty
- 25 Dywizja Piechoty

## Dowódcy korpusu
| Stopień          | Imię i nazwisko      | Okres                       |
| ---------------- | -------------------- | --------------------------- |
| Generał piechoty | Oskar von Lindequist | 25 III 1899 – 30 IV 1904    |
| Generał lejtnant | Hermann von Eichhorn | 1 V 1904 – 12 IX 1912       |
| Generał piechoty | Dedo von Schenck     | 13 IX 1912 – 20 I 1917      |
| Generał lejtnant | Viktor Albrecht      | 21 I 1917 – 26 VIII 1918    |
| Generał lejtnant | Günther von Etzel    | 27 VIII 1918 do końca wojny |